# 7515 Marrucino
7515 Marrucino eller 1986 EF5 är en asteroid i huvudbältet som upptäcktes den 5 mars 1986 av den italienska astronomen Giovanni de Sanctis vid La Silla-observatoriet. Den är uppkallad efter Marrucino.